# США на Чемпіонаті світу з водних видів спорту 2015
США взяла участь у Чемпіонаті світу з водних видів спорту 2015, який пройшов у Казані (Росія) від 24 липня до 9 серпня.

## Медалісти
| Медаль         | Ім'я | Вид спорту                 | Дисципліна                                      | Дата     |
| -------------- | --- | -------------------------- | ----------------------------------------------- | -------- |
| 1              | Гейлі Андерсон | Плавання на відкритій воді | 5 км (жінки)                                    | 25 липня |
| 1              | Білл Мей Крістіна Джоунс | Синхронне плавання         | змішаний дует, технічна програма                | 26 липня |
| 1              | Джордан Вілімовскі | Плавання на відкритій воді | 10 км (чоловіки)                                | 27 липня |
| 1              | Кейті Ледекі | Плавання                   | 400 метрів вільним стилем (жінки)               | 2 серпня |
| 1              | Рейчелл Сімпсон | Хай-дайвінг                | жінки                                           | 4 серпня |
| 1              | Кейті Ледекі | Плавання                   | 1500 метрів вільним стилем (жінки)              | 4 серпня |
| 1              | Кейті Ледекі | Плавання                   | 200 метрів вільним стилем (жінки)               | 5 серпня |
| 1              | Раян Лохте | Плавання                   | 200 метрів комплексом (чоловіки)                | 6 серпня |
| 1              | Челсі Шено* Міссі Франклін Кейті Ледекі Кейті Маклафлін Сьєрра Рунге* Леа Сміт Шеннон Вріленд* | Плавання                   | естафета 4x200 метрів вільним стилем (жінки)    | 6 серпня |
| 1              | Жіноча збірна США з водного поло\| Кемерін Крейґ \| \| Кортні Метьюсон \| \| \| \| Рейчел Феттел \| \| Меделайн Масселман \| \| \| \| Макензі Фішер \| \| Кейлі Гілкріст \| \| \| \| Кейлі Гілкріст \| \| Мелісса Сейдеманн \| \| \| \| Ешлі Гроссман \| \| Меггі Стеффенс \| \| \| \| Саманта Гілл \| \| Еліс Вільямс \| \| \| \| Ешлі Джонсон \| \| \| \| \| | Водне поло                 | жіночий турнір                                  | 7 серпня |
| 1              | Кейті Ледекі | Плавання                   | 800 метрів вільним стилем (жінки)               | 8 серпня |
| 1              | Натан Едрієн Конор Дваєр* Міссі Франклін Марго Гір* Раян Лохте Сімоне Мануель Еббі Вейтцейл* | Плавання                   | змішана естафета 4x100 метрів вільним стилем    | 8 серпня |
| 1              | Натан Едрієн Кевін Кордес Метт Греверс* Раян Лохте* Коді Міллер* Раян Мерфі (плавець) Тім Філліпс* Том Шілдс | Плавання                   | естафета 4x100 метрів комплексом (чоловіки)     | 9 серпня |
| 2              | Білл Мей Крістіна Лум | Синхронне плавання         | змішаний дует, довільна програма                | 30 липня |
| 2              | Алекс Меєр | Плавання на відкритій воді | 25 км (чоловіки)                                | 1 серпня |
| 2              | Девід Бодая | Стрибки у воду             | вишка, 10 метрів (чоловіки)                     | 2 серпня |
| 2              | Сесілія Карлтон | Хай-дайвінг                | жінки                                           | 4 серпня |
| 2              | Кевін Кордес Марго Гір Кейті Маклафлін Раян Мерфі (плавець) Ліа Ніл* Кенділ Стюарт* | Плавання                   | змішана естафета 4x100 метрів комплексом        | 5 серпня |
| 2              | Каміль Адамс | Плавання                   | 200 метрів батерфляєм (жінки)                   | 6 серпня |
| 2              | Міка Лоуренс | Плавання                   | 200 метрів брасом (жінки)                       | 7 серпня |
| 2              | Кевін Кордес | Плавання                   | 200 метрів брасом (чоловіки)                    | 7 серпня |
| 2              | Конор Дваєр Майкл Клуе* Раян Лохте Рід Мелоун Майкл Вайсс | Плавання                   | естафета 4x200 метрів вільним стилем (чоловіки) | 7 серпня |
| 2              | Натан Едрієн | Плавання                   | 50 метрів вільним стилем (чоловіки)             | 8 серпня |
| 2              | Міссі Франклін | Плавання                   | 200 метрів на спині (жінки)                     | 8 серпня |
| 2              | Метт Греверс | Плавання                   | 50 метрів на спині (чоловіки)                   | 9 серпня |
| 2              | Коннор Джегер | Плавання                   | 1500 метрів вільним стилем (чоловіки)           | 9 серпня |
| 2              | Майя Дірадо | Плавання                   | 400 метрів комплексом (жінки)                   | 9 серпня |
| 3              | Майкл Гіксон | Diving                     | трамплін, 1 метр (чоловіки)                     | 27 липня |
| 3              | Міссі Франклін Марго Гір Сімоне Мануель Ліа Ніл Шеннон Вріленд* Еббі Вейтцейл* | Плавання                   | естафета 4x100 метрів вільним стилем (жінки)    | 2 серпня |
| 3              | Метт Греверс | Плавання                   | 100 метрів на спині (чоловіки)                  | 4 серпня |
| 3              | Міссі Франклін | Плавання                   | 200 метрів вільним стилем (жінки)               | 5 серпня |
| 3              | Кевін Кордес | Плавання                   | 50 метрів брасом (чоловіки)                     | 5 серпня |
| 3              | Чейз Каліш | Плавання                   | 400 метрів комплексом (чоловіки)                | 9 серпня |
| Кемерін Крейґ  | | Кортні Метьюсон            |                                                 |          |
| Рейчел Феттел  | | Меделайн Масселман         |                                                 |          |
| Макензі Фішер  | | Кейлі Гілкріст             |                                                 |          |
| Кейлі Гілкріст | | Мелісса Сейдеманн          |                                                 |          |
| Ешлі Гроссман  | | Меггі Стеффенс             |                                                 |          |
| Саманта Гілл   | | Еліс Вільямс               |                                                 |          |
| Ешлі Джонсон   | |                            |                                                 |          |

## Стрибки у воду
Американські спортсмени кваліфікувалися на змагання з індивідуальних та синхронних стрибків у воду.
Чоловіки
| Спортсмен                 | Дисципліна                   | Попередні змагання | Попередні змагання | Півфінали       | Півфінали       | Фінал           | Фінал           |
| Спортсмен                 | Дисципліна                   | Очки               | Місце              | Очки            | Місце           | Очки            | Місце           |
| ------------------------- | ---------------------------- | ------------------ | ------------------ | --------------- | --------------- | --------------- | --------------- |
| Майкл Гіксон              | Трамплін, 1 метр             | 373.85             | 9 Q                | Н/Д             | Н/Д             | 428.30          | 3               |
| Крістіан Іпсен            | Трамплін, 1 метр             | 400.75             | 4 Q                | Н/Д             | Н/Д             | 420.65          | 6               |
| Майкл Гіксон              | Трамплін, 3 метри            | 421.70             | 14 Q               | 441.10          | 13              | Завершив виступ | Завершив виступ |
| Даріан Шмідт              | Трамплін, 3 метри            | 380.95             | 31                 | Завершив виступ | Завершив виступ | Завершив виступ | Завершив виступ |
| Девід Бодая               | Вишка, 10 метрів             | 552.80             | 1 Q                | 506.15          | 5 Q             | 560.20          | 2               |
| Девід Дінсмор             | Вишка, 10 метрів             | 462.75             | 11 Q               | 403.80          | 15              | Завершив виступ | Завершив виступ |
| Сем Дорман Крістіан Іпсен | Синхронний трамплін, 3 метри | 404.13             | 7 Q                | Н/Д             | Н/Д             | 405.99          | 7               |
| Девід Бодая Стіл Джонсон  | Синхронна вишка, 10 метрів   | 451.02             | 2 Q                | Н/Д             | Н/Д             | 436.35          | 5               |

Жінки
| Спортсменка                 | Дисципліна               | Попередні змагання | Попередні змагання | Півфінали        | Півфінали        | Фінал            | Фінал            |
| Спортсменка                 | Дисципліна               | Очки               | Місце              | Очки             | Місце            | Очки             | Місце            |
| --------------------------- | ------------------------ | ------------------ | ------------------ | ---------------- | ---------------- | ---------------- | ---------------- |
| Саманта Пікенс              | Трамплін, 1 метр         | 237.90             | 17                 | Н/Д              | Н/Д              | Завершила виступ | Завершила виступ |
| Абігайл Джонстон            | Трамплін, 3 метри        | 267.60             | 21                 | Завершила виступ | Завершила виступ | Завершила виступ | Завершила виступ |
| Лаура Раян                  | Трамплін, 3 метри        | 263.10             | 25                 | Завершила виступ | Завершила виступ | Завершила виступ | Завершила виступ |
| Емі Козад                   | Вишка, 10 метрів         | 345.00             | 5 Q                | 345.40           | 6 Q              | 361.95           | 6                |
| Джессіка Парратто           | Вишка, 10 метрів         | 301.85             | 21                 | Завершила виступ | Завершила виступ | Завершила виступ | Завершила виступ |
| Абігайл Джонстон Лаура Раян | синхронний трамплін, 3 м | 275.40             | 8 Q                | Н/Д              | Н/Д              | 292.50           | 9                |
| Емі Козад Джессіка Парратто | синхронна вишка, 10 м    | 285.66             | 7 Q                | Н/Д              | Н/Д              | 295.86           | 9                |

Змішаний
| Спортсмен                      | Дисципліна                   | Фінал  | Фінал |
| Спортсмен                      | Дисципліна                   | Очки   | Місце |
| ------------------------------ | ---------------------------- | ------ | ----- |
| Джордан Віндл Абігайл Джонстон | Синхронний трамплін, 3 метри | 287.70 | 9     |
| Марк Андерсон Саманта Бромберг | Синхронна вишка, 10 метрів   | 274.14 | 13    |
| Девід Бодая Джессіка Парратто  | Команда                      | 395.40 | 7     |

## Хай-дайвінг
Максимальна кількість шість американських спортсменів кваліфікувалися на змагання з хай-дайвінгу.
| Спортсмен       | Дисципліна | Очки   | Місце |
| --------------- | ---------- | ------ | ----- |
| Девід Колтурі   | чоловіки   | 586.70 | 4     |
| Енді Джоунс     | чоловіки   | 579.15 | 5     |
| Стів Лоб'ю      | чоловіки   | 570.45 | 7     |
| Сесілія Карлтон | жінки      | 237.35 | 2     |
| Джінджер Губер  | жінки      | 213.70 | 6     |
| Рейчелл Сімпсон | жінки      | 258.70 | 1     |
| Тара Тіра       | жінки      | 178.75 | 9     |

## Плавання на відкритій воді
Вісім американських спортсменів кваліфікувалися на змагання з плавання на відкритій воді, згідно з результатами на чемпіонаті США з плавання на відкритій воді. Серед них були срібна призерка Олімпійських ігор Гейлі Андерсон і учасник Олімпійських ігор 2012 Алекс Меєр.
Чоловіки
| Спортсмен          | Дисципліна | Час       | Місце |
| ------------------ | ---------- | --------- | ----- |
| Девід Герон        | 5 км       | 55:20.7   | 6     |
| Девід Герон        | 25 км      | 5:00:11.5 | 10    |
| Алекс Меєр         | 5 км       | 55:25.3   | 11    |
| Алекс Меєр         | 25 км      | 4:53:15.1 | 2     |
| Шон Раян           | 10 км      | 1:50:03.3 | 4     |
| Джордан Вілімовскі | 10 км      | 1:49:48.2 | 1     |

Жінки
| Спортсменка    | Дисципліна | Час       | Місце |
| -------------- | ---------- | --------- | ----- |
| Гейлі Андерсон | 5 км       | 58:48.4   | 1     |
| Гейлі Андерсон | 10 км      | 1:58:35.9 | 9     |
| Емілі Брюнменн | 25 км      | 5:19:51.2 | 8     |
| Бекка Менн     | 10 км      | 1:58:51.9 | 14    |
| Ешлі Твічелл   | 5 км       | 59:10.0   | 6     |
| Ешлі Твічелл   | 25 км      | 5:20:20.8 | 9     |

Змішаний
| Спортсмени                               | Дисципліна | Час     | Місце |
| ---------------------------------------- | ---------- | ------- | ----- |
| Шон Раян Ешлі Твічелл Джордан Вілімовскі | Команда    | 55:50.6 | 5     |

## Плавання

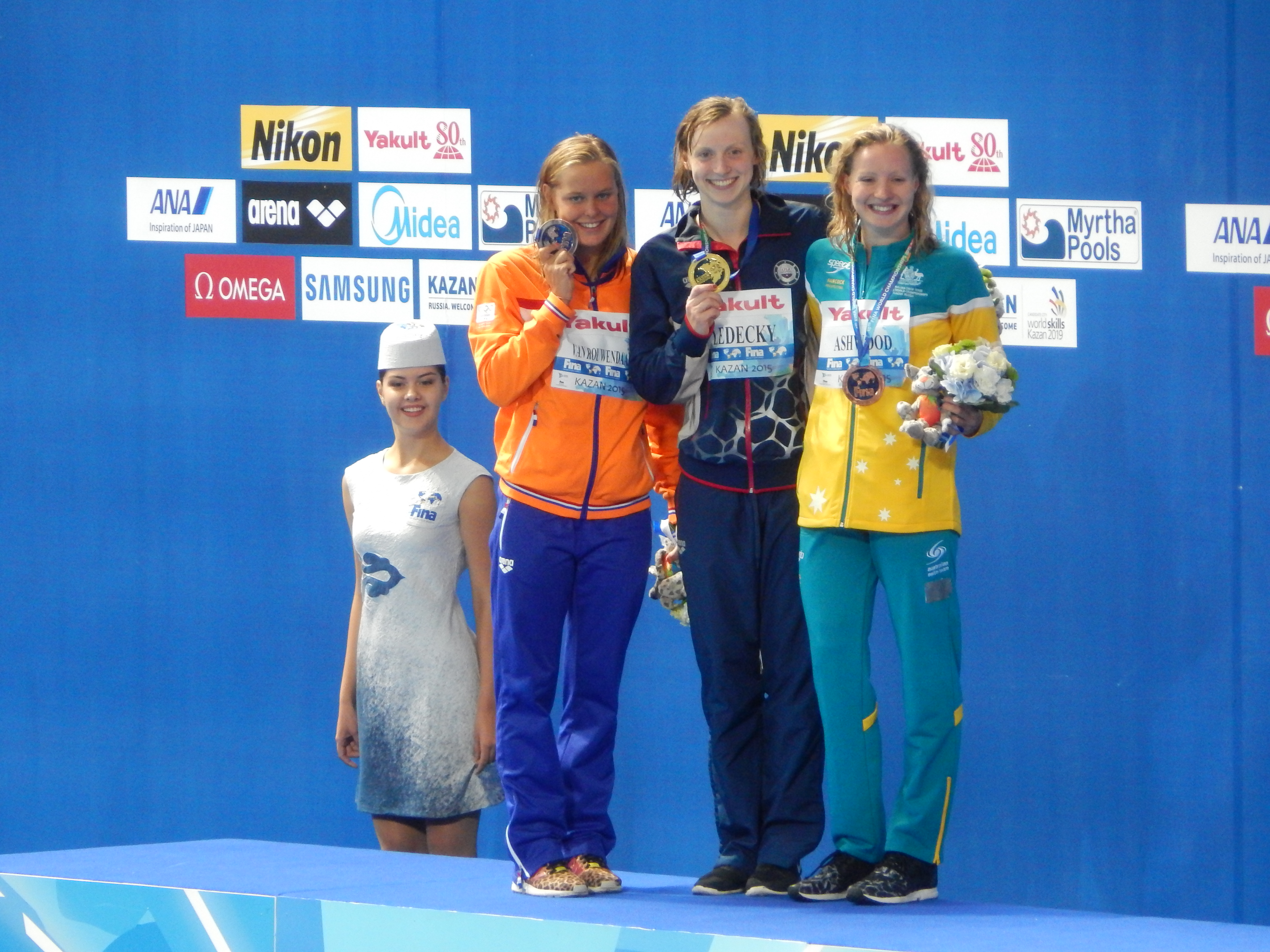
Церемонія нагородження 400 м вільним стилем

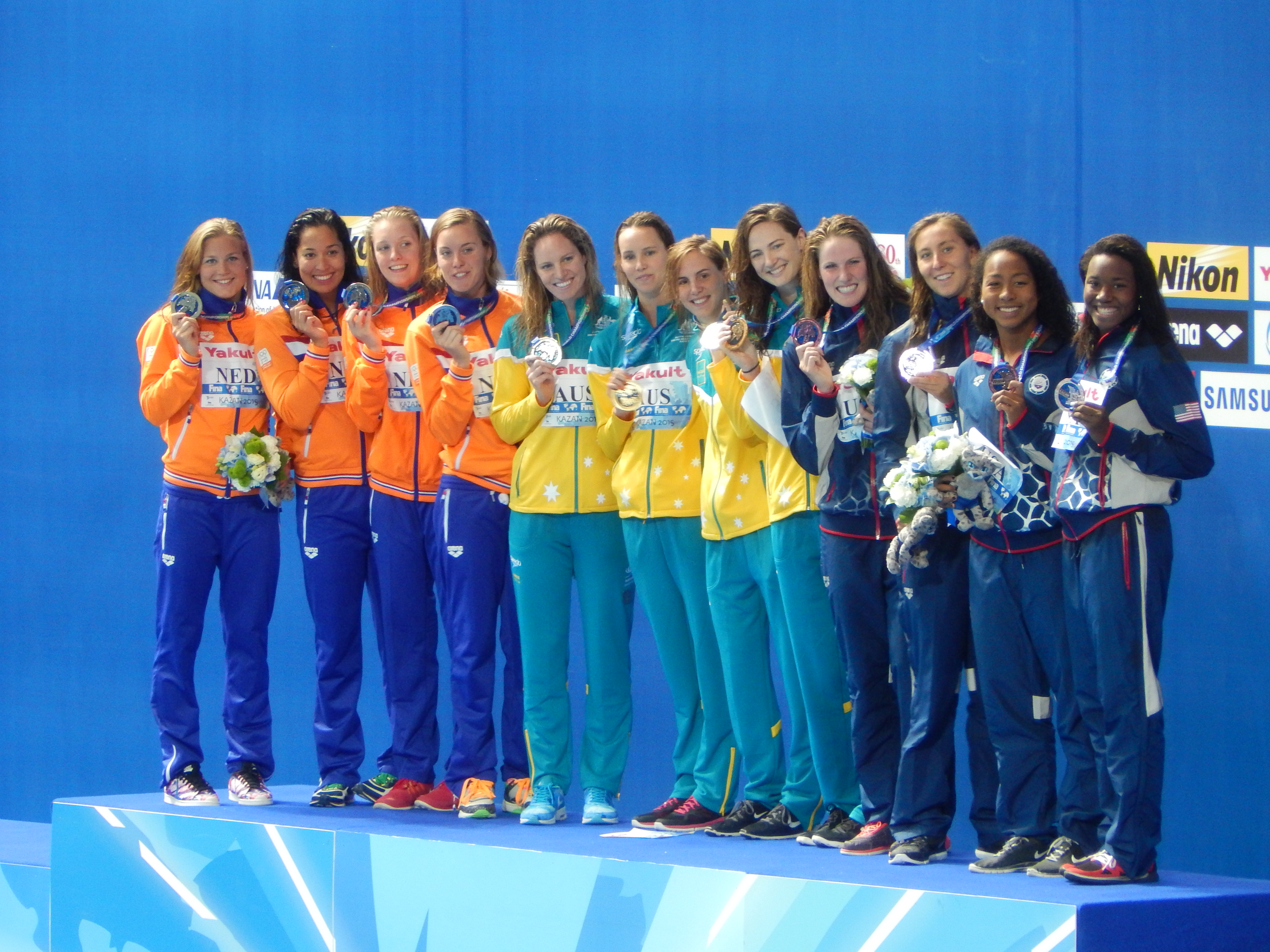
Церемонія нагородження в естафеті 4×100 м вільним стилем

Американські спортсмени виконали кваліфікаційні нормативи в дисциплінах, які вказано в таблиці (не більш як 2 плавці на одну дисципліну за часом нормативу A, і не більш як 1 плавець на одну дисципліну за часом нормативу B):
Команда США складалася з 47 плавців (22 чоловіків і 25 жінок). Двадцять вісім з них змагалися на попередньому чемпіонаті світу в Барселоні, включаючи безсумнівних суперзірок Раяна Лохте, Міссі Франклін і Кейті Ледекі, а також олімпійських чемпіонів Натана Едрієна, Тайлера Клері, Ентоні Ервіна і Метта Греверса.
Чоловіки
| Спортсмен                                                                                                | Дисципліна                           | Попередній заплив | Попередній заплив | Півфінал        | Півфінал        | Фінал            | Фінал            |
| Спортсмен                                                                                                | Дисципліна                           | Час               | Місце             | Час             | Місце           | Час              | Місце            |
| --- | ------------------------------------ | ----------------- | ----------------- | --------------- | --------------- | ---------------- | ---------------- |
| Натан Едрієн                                                                                             | 50 м вільним стилем                  | 21.73             | 2 Q               | 21.37 NR        | 1 Q             | 21.52            | 2                |
| Натан Едрієн                                                                                             | 100 м вільним стилем                 | 48.61             | =7 Q              | 48.36           | 5 Q             | 48.31            | =7               |
| Тайлер Клері                                                                                             | 200 м на спині                       | 1:56.92           | 6 Q               | 1:56.58         | 7 Q             | 1:56.26          | 7                |
| Тайлер Клері                                                                                             | 200 м батерфляєм                     | 1:55.86           | 6 Q               | 1:56.47         | 12              | Завершив виступ  | Завершив виступ  |
| Тайлер Клері                                                                                             | 400 м комплексом                     | 4:12.22           | 4 Q               | Н/Д             | Н/Д             | 4:11.71          | 4                |
| Кевін Кордес                                                                                             | 50 м брасом                          | 26.93             | 4 Q               | 26.76 AM        | 3 Q             | 26.86            | 3                |
| Кевін Кордес                                                                                             | 200 м брасом                         | 2:09.94           | 7 Q               | 2:08.69         | 4 Q             | 2:08.05          | 2                |
| Конор Дваєр                                                                                              | 200 м вільним стилем                 | 1:46.73           | 7 Q               | 1:46.64         | 9               | Завершив виступ  | Завершив виступ  |
| Конор Дваєр                                                                                              | 200 м комплексом                     | 1:58.63           | 4 Q               | 1:58.54         | =8 Q            | 1:57.96          | 5                |
| Ентоні Ервін                                                                                             | 50 м вільним стилем                  | 22.44             | 15 Q              | 22.02           | =8              | Завершив виступ  | Завершив виступ  |
| Джиммі Фейген                                                                                            | 100 м вільним стилем                 | 49.12             | =20               | Завершив виступ | Завершив виступ | Завершив виступ  | Завершив виступ  |
| Нік Фінк                                                                                                 | 100 м брасом                         | 1:00.05           | 13 Q              | 1:00.14         | 12              | Завершив виступ  | Завершив виступ  |
| Нік Фінк                                                                                                 | 200 м брасом                         | 2:10.43           | 12 Q              | 2:10.04         | 10              | Завершив виступ  | Завершив виступ  |
| Метт Греверс                                                                                             | 50 м на спині                        | 24.68             | 2 Q               | 24.59           | 2 Q             | 24.61            | 2                |
| Метт Греверс                                                                                             | 100 м на спині                       | 53.21             | 2 Q               | 52.73           | 3 Q             | 52.66            | 3                |
| Коннор Джегер                                                                                            | 400 м вільним стилем                 | 3:46.03           | 4 Q               | Н/Д             | Н/Д             | 3:44.81          | 4                |
| Коннор Джегер                                                                                            | 800 м вільним стилем                 | 7:44.47           | 1 Q               | Н/Д             | Н/Д             | 7:44.51          | 4                |
| Коннор Джегер                                                                                            | 1500 м вільним стилем                | 14:53.34          | 2 Q               | Н/Д             | Н/Д             | 14:41.20         | 2                |
| Чейз Каліш                                                                                               | 400 м комплексом                     | 4:11.83           | 1 Q               | Н/Д             | Н/Д             | 4:10.05          | 3                |
| Раян Лохте                                                                                               | 200 м вільним стилем                 | 1:47.18           | 13 Q              | 1:45.36         | 1 Q             | 1:45.83          | 4                |
| Раян Лохте                                                                                               | 200 м комплексом                     | 1:57.90           | 1 Q               | 1:56.81         | 1 Q             | 1:55.81          | 1                |
| Майкл Макбрум                                                                                            | 400 м вільним стилем                 | 3:46.69           | 6 Q               | Н/Д             | Н/Д             | 3:51.94          | 8                |
| Майкл Макбрум                                                                                            | 800 м вільним стилем                 | 7:47.05           | 4 Q               | Н/Д             | Н/Д             | 7:55.30          | 8                |
| Майкл Макбрум                                                                                            | 1500 м вільним стилем                | 14:57.07          | 7 Q               | Н/Д             | Н/Д             | 15:06.81         | 6                |
| Брендан Макг'ю                                                                                           | 50 м брасом                          | 27.62             | 18                | Завершив виступ | Завершив виступ | Завершив виступ  | Завершив виступ  |
| Коді Міллер                                                                                              | 100 м брасом                         | 59.97             | 11 Q              | 59.86           | 9               | Завершив виступ  | Завершив виступ  |
| Раян Мерфі (плавець)                                                                                     | 200 м на спині                       | 1:56.71           | 3 Q               | 1:55.10         | 2 Q             | 1:55.00          | 5                |
| Тім Філліпс                                                                                              | 50 м батерфляєм                      | 23.91             | 23                | Завершив виступ | Завершив виступ | Завершив виступ  | Завершив виступ  |
| Тім Філліпс                                                                                              | 100 м батерфляєм                     | 51.90             | =10 Q             | 52.14           | 13              | Завершив виступ  | Завершив виступ  |
| Девід Пламмер                                                                                            | 50 м на спині                        | 25.79             | 5 Q               | 24.82           | 7 Q             | 24.95            | 8                |
| Девід Пламмер                                                                                            | 100 м на спині                       | 54.06             | 16 Q              | 53.54           | 9               | Завершив виступ  | Завершив виступ  |
| Том Шілдс                                                                                                | 100 м батерфляєм                     | 51.09             | 2 Q               | 51.03           | =1 Q            | 51.06            | 4                |
| Том Шілдс                                                                                                | 200 м батерфляєм                     | 1:56.12           | 9 Q               | 1:55.75         | 8 Q             | 1:56.17          | 8                |
| Джиммі Фейген Ентоні Ервін Метт Греверс Конор Дваєр                                                      | естафета 4x100 метрів вільним стилем | 3:16.01           | =11               | Н/Д             | Н/Д             | Завершили виступ | Завершили виступ |
| Раян Лохте Конор Дваєр Рід Мелоун Майкл Вайсс Майкл Клуе*                                                | естафета 4x200 метрів вільним стилем | 7:08.55           | 2 Q               | Н/Д             | Н/Д             | 7:04.75          | 2                |
| Натан Едрієн Кевін Кордес Метт Греверс Раян Лохте Коді Міллер Раян Мерфі (плавець) Тім Філліпс Том Шілдс | естафета 4x100 метрів комплексом     | 3:31.06           | 1 Q               | Н/Д             | Н/Д             | 3:29.93          | 1                |

Жінки
| Спортсменка                                                                                        | Дисципліна                           | Попередній заплив | Попередній заплив | Півфінал         | Півфінал         | Фінал            | Фінал            |
| Спортсменка                                                                                        | Дисципліна                           | Час               | Місце             | Час              | Місце            | Час              | Місце            |
| -------------------------------------------------------------------------------------------------- | ------------------------------------ | ----------------- | ----------------- | ---------------- | ---------------- | ---------------- | ---------------- |
| Камій Адамс                                                                                        | 200 м батерфляєм                     | 2:07.96           | 4 Q               | 2:07.57          | =6 Q             | 2:06.40          | 2                |
| Кетлін Бейкер                                                                                      | 100 м на спині                       | 1:00.62           | 17 Q              | 59.63            | 7 Q              | 59.99            | 8                |
| Елізабет Бейсел                                                                                    | 200 м на спині                       | 2:09.54           | 8 Q               | 2:10.68          | 13               | Завершила виступ | Завершила виступ |
| Елізабет Бейсел                                                                                    | 400 м комплексом                     | 4:38.96           | 12                | Н/Д              | Н/Д              | Завершила виступ | Завершила виступ |
| Рейчел Бутсма                                                                                      | 50 м на спині                        | DNS               | DNS               | Завершила виступ | Завершила виступ | Завершила виступ | Завершила виступ |
| Кейті Кемпбелл                                                                                     | 1500 м вільним стилем                | 16:39.98          | 18                | Н/Д              | Н/Д              | Завершила виступ | Завершила виступ |
| Майя Дірадо                                                                                        | 200 м комплексом                     | 2:12.38           | =9 Q              | 2:09.82          | 4 Q              | 2:08.99          | 4                |
| Майя Дірадо                                                                                        | 400 м комплексом                     | 4:36.11           | =4 Q              | Н/Д              | Н/Д              | 4:31.71          | 2                |
| Клер Донаг'ю                                                                                       | 50 м батерфляєм                      | 26.52             | 17                | Завершила виступ | Завершила виступ | Завершила виступ | Завершила виступ |
| Клер Донаг'ю                                                                                       | 100 м батерфляєм                     | 58.77             | 20                | Завершила виступ | Завершила виступ | Завершила виступ | Завершила виступ |
| Міссі Франклін                                                                                     | 100 м вільним стилем                 | 54.22             | =10 Q             | 53.92            | 8 Q              | 54.00            | 7                |
| Міссі Франклін                                                                                     | 200 м вільним стилем                 | 1:56.42           | 3 Q               | 1:56.37          | 2 Q              | 1:55.49          | 3                |
| Міссі Франклін                                                                                     | 100 м на спині                       | 59.59             | 5 Q               | 59.42            | 5 Q              | 59.40            | 5                |
| Міссі Франклін                                                                                     | 200 м на спині                       | 2:07.84           | 2 Q               | 2:07.79          | 3 Q              | 2:06.34          | 2                |
| Джессіка Гарді                                                                                     | 50 м брасом                          | 30.44             | 4 Q               | 30.25            | 3 Q              | 30.20            | 5                |
| Джессіка Гарді                                                                                     | 100 м брасом                         | 1:06.68           | 3 Q               | 1:07.22          | 10               | Завершила виступ | Завершила виступ |
| Бріджа Ларсон                                                                                      | 200 м брасом                         | 2:26.38           | 19                | Завершила виступ | Завершила виступ | Завершила виступ | Завершила виступ |
| Міка Лоуренс                                                                                       | 50 м брасом                          | 31.38             | 19                | Завершила виступ | Завершила виступ | Завершила виступ | Завершила виступ |
| Міка Лоуренс                                                                                       | 100 м брасом                         | 1:07.73           | 19                | Завершила виступ | Завершила виступ | Завершила виступ | Завершила виступ |
| Міка Лоуренс                                                                                       | 200 м брасом                         | 2:23.32           | 2 Q               | 2:22.04          | 2 Q              | 2:22.44          | 2                |
| Кейті Ледекі                                                                                       | 200 м вільним стилем                 | 1:55.82           | 1 Q               | 1:56.76          | 6 Q              | 1:55.16          | 1                |
| Кейті Ледекі                                                                                       | 400 м вільним стилем                 | 4:01.73           | 1 Q               | Н/Д              | Н/Д              | 3:59.13          | 1                |
| Кейті Ледекі                                                                                       | 800 м вільним стилем                 | 8:19.42           | 1 Q               | Н/Д              | Н/Д              | 8:07.39 WR       | 1                |
| Кейті Ледекі                                                                                       | 1500 м вільним стилем                | 15:27.71 WR       | 1 Q               | Н/Д              | Н/Д              | 15:25.48 WR      | 1                |
| Бекка Менн                                                                                         | 800 м вільним стилем                 | 8:28.44           | 10                | Н/Д              | Н/Д              | Завершила виступ | Завершила виступ |
| Сімоне Мануель                                                                                     | 50 м вільним стилем                  | 24.91             | 11 Q              | 24.47            | 6 Q              | 24.57            | 8                |
| Сімоне Мануель                                                                                     | 100 м вільним стилем                 | 53.99             | 7 Q               | 53.81            | 6 Q              | 53.93            | 6                |
| Мелані Маргаліс                                                                                    | 200 м комплексом                     | 2:11.88           | 6 Q               | 2:10.61          | 6 Q              | 2:10.41          | 7                |
| Айві Мартін                                                                                        | 50 м вільним стилем                  | 25.49             | =26               | Завершила виступ | Завершила виступ | Завершила виступ | Завершила виступ |
| Кейті Маклафлін                                                                                    | 200 м батерфляєм                     | 2:07.32           | 2 Q               | 2:07.52          | 5 Q              | 2:06.95          | 6                |
| Сьєрра Рунге                                                                                       | 400 м вільним стилем                 | 4:07.97           | 9                 | Н/Д              | Н/Д              | Завершив виступ  | Завершив виступ  |
| Кенділ Стюарт                                                                                      | 50 м батерфляєм                      | 26.07             | =7 Q              | 25.93            | 9                | Завершила виступ | Завершила виступ |
| Кенділ Стюарт                                                                                      | 100 м батерфляєм                     | 58.06             | 7 Q               | 58.14            | 10               | Завершила виступ | Завершила виступ |
| Міссі Франклін Марго Гір Ліа Ніл Сімоне Мануель Шеннон Вріленд* Еббі Вейтцейл*                     | естафета 4x100 метрів вільним стилем | 3:35.52           | 1 Q               | Н/Д              | Н/Д              | 3:34.61          | 3                |
| Міссі Франклін Леа Сміт Кейті Маклафлін Кейті Ледекі Сьєрра Рунге* Челсі Шено* Шеннон Вріленд*     | естафета 4x200 метрів вільним стилем | 7:52.61           | 2 Q               | Н/Д              | Н/Д              | 7:45.37          | 1                |
| Кетлін Бейкер Клер Донаг'ю Міссі Франклін Джессіка Гарді Міка Лоуренс Сімоне Мануель Кенділ Стюарт | естафета 4x100 метрів комплексом     | 3:57.12           | 2 Q               | Н/Д              | Н/Д              | 3:56.76          | 4                |

Змішаний
| Спортсмени                                                                                   | Дисципліна                           | Попередній заплив | Попередній заплив | Фінал      | Фінал |
| Спортсмени                                                                                   | Дисципліна                           | Час               | Місце             | Час        | Місце |
| -------------------------------------------------------------------------------------------- | ------------------------------------ | ----------------- | ----------------- | ---------- | ----- |
| Раян Лохте Натан Едрієн Сімоне Мануель Міссі Франклін Конор Дваєр* Марго Гір* Еббі Вейтцейл* | естафета 4x100 метрів вільним стилем | 3:24.51           | 1 Q               | 3:23.05 WR | 1     |
| Кевін Кордес Раян Мерфі Марго Гір Кейті Маклафлін Ліа Ніл* Кенділ Стюарт*                    | естафета 4x100 метрів комплексом     | 3:42.33 WR        | 1 Q               | 3:43.27    | 2     |

## Синхронне плавання
Чотирнадцять американських спортсменів (один чоловік і тринадцять жінок) кваліфікувалися на змагання з синхронного плавання в наведених нижче дисциплінах.
Жінки
| Спортсменка | Дисципліна               | Попередні змагання | Попередні змагання | Фінал   | Фінал |
| Спортсменка | Дисципліна               | Очки               | Місце              | Очки    | Місце |
| --- | ------------------------ | ------------------ | ------------------ | ------- | ----- |
| Мері Кіллмен | соло, технічна програма  | 82.9311            | 10 Q               | 84.5857 | 9     |
| Мері Кіллмен | соло, довільна програма  | 86.8000            | 8 Q                | 86.6000 | 9     |
| Аніта Альварес Марія Корольова | дует, технічна програма  | 83.0493            | 11 Q               | 83.5089 | 12    |
| Аніта Альварес Марія Корольова | дует, довільна програма  | 84.4333            | 11 Q               | 84.9667 | 11    |
| Аніта Альварес Клер Бартон Фебе Коффін Олівія Екберг* Мері Кіллмен Марія Корольова Сара Ортелладо Сара Родрігес Каренса Тйоа Елісон Вільямс       | група, технічна програма | 84.3882            | 10 Q               | 83.4289 | 10    |
| Аніта Альварес Клер Бартон Фебе Коффін Олівія Екберг* Мері Кіллмен Марія Корольова Ізабел Малколмсон Сандра Ортелладо Каренса Тйоа Елісон Вільямс | група, довільна програма | 84.6333            | 12 Q               | 84.5667 | 12    |

Змішаний
| Спортсмен                | Дисципліна                       | Попередні змагання | Попередні змагання | Фінал   | Фінал |
| Спортсмен                | Дисципліна                       | Очки               | Місце              | Очки    | Місце |
| ------------------------ | -------------------------------- | ------------------ | ------------------ | ------- | ----- |
| Білл Мей Крістіна Джоунс | змішаний дует, технічна програма | 86.7108            | 2 Q                | 88.5108 | 1     |
| Білл Мей Крістіна Лум    | змішаний дует, довільна програма | 90.5000            | 1 Q                | 91.4667 | 2     |

## Водне поло

### Чоловічий турнір
Склад команди
- Меррілл Мозес
- Нікола Вавич
- Алекс Оберт
- Джексон Кімбелл
- Алекс Релсе
- Лука Купідо
- Джош Семюелс
- Тоні Азеведо
- Алекс Бовен
- Брет Бонанні
- Джессі Сміт
- Джон Менн
- Макквін Бейрон

Груповий етап
| Поз | Команда | І | В | Н | П | ГЗ | ГП | РГ | О | Кваліфікація         |
| --- | ------- | - | - | - | - | -- | -- | -- | - | -------------------- |
| 1   | Греція  | 3 | 3 | 0 | 0 | 37 | 31 | +6 | 6 | Вийшли у чвертьфінал |
| 2   | США     | 3 | 2 | 0 | 1 | 28 | 26 | +2 | 4 | Вийшли в плей-оф     |
| 3   | Італія  | 3 | 1 | 0 | 2 | 28 | 28 | 0  | 2 | Вийшли в плей-оф     |
| 4   | Росія   | 3 | 0 | 0 | 3 | 23 | 31 | −8 | 0 |                      |

| 27 липня 2015 18:50 | протокол | США                                      | 7 – 6 | Росія      | Казань Attendance: 1,932 Арбітр: Борис Магрета (SLO), Деніел Флейхайв (AUS) |
| 27 липня 2015 18:50 | протокол | Рахунок за періодами: 3–1, 1–2, 2–2, 1–1 |       |            | Казань Attendance: 1,932 Арбітр: Борис Магрета (SLO), Деніел Флейхайв (AUS) |
| 27 липня 2015 18:50 | протокол | Азеведо, Купідо 3                        | Голів | Бугайчук 3 | Казань Attendance: 1,932 Арбітр: Борис Магрета (SLO), Деніел Флейхайв (AUS) |

| 29 липня 2015 09:30 | протокол | Греція                                   | 11 – 10 | США               | Казань Attendance: 839 Арбітр: Францешк Бух (ESP), Воджин Путнікович (SRB) |
| 29 липня 2015 09:30 | протокол | Рахунок за періодами: 3–3, 1–3, 4–3, 3–1 |         |                   | Казань Attendance: 839 Арбітр: Францешк Бух (ESP), Воджин Путнікович (SRB) |
| 29 липня 2015 09:30 | протокол | Фунтуліс 4                               | Голів   | Троє гравців по 2 | Казань Attendance: 839 Арбітр: Францешк Бух (ESP), Воджин Путнікович (SRB) |

| 31 липня 2015 21:30 | протокол | США                                      | 11 – 9 | Італія       | Казань Attendance: 214 Арбітр: Борис Магрета (SLO), Ненад Перис (CRO) |
| 31 липня 2015 21:30 | протокол | Рахунок за періодами: 4–4, 3–2, 2–1, 2–2 |        |              | Казань Attendance: 214 Арбітр: Борис Магрета (SLO), Ненад Перис (CRO) |
| 31 липня 2015 21:30 | протокол | Вавич 3                                  | Голів  | Ді Фульвіо 4 | Казань Attendance: 214 Арбітр: Борис Магрета (SLO), Ненад Перис (CRO) |

Плей-оф
| 2 серпня 2015 17:30 | протокол | Бразилія                                 | 3 – 7 | США    | Казань Attendance: 2,090 Арбітр: Борис Магрета (SLO), Адріан Александреску (ROU) |
| 2 серпня 2015 17:30 | протокол | Рахунок за періодами: 0–2, 1–1, 1–1, 1–3 |       |        | Казань Attendance: 2,090 Арбітр: Борис Магрета (SLO), Адріан Александреску (ROU) |
| 2 серпня 2015 17:30 | протокол | троє гравців по 1                        | Голів | Менн 3 | Казань Attendance: 2,090 Арбітр: Борис Магрета (SLO), Адріан Александреску (ROU) |

Чвертьфінали
| 4 серпня 2015 21:30 | протокол | Сербія                                   | 12 – 7 | США       | Казань Attendance: 455 Арбітр: Францешк Бух (ESP), Ненад Перис (CRO) |
| 4 серпня 2015 21:30 | протокол | Рахунок за періодами: 4–2, 3–3, 2–1, 3–1 |        |           | Казань Attendance: 455 Арбітр: Францешк Бух (ESP), Ненад Перис (CRO) |
| 4 серпня 2015 21:30 | протокол | Душко Пієтлович 4                        | Голів  | Бонанні 2 | Казань Attendance: 455 Арбітр: Францешк Бух (ESP), Ненад Перис (CRO) |

Півфінали за 5-8-те місця
| 6 серпня 2015 17:00 | протокол | Угорщина                                 | 13 – 9 | США                | Казань Attendance: 645 Арбітр: Массіміліано Капуті (ITA), Сергій Наумов (RUS) |
| 6 серпня 2015 17:00 | протокол | Рахунок за періодами: 4–2, 3–2, 2–2, 4–3 |        |                    | Казань Attendance: 645 Арбітр: Массіміліано Капуті (ITA), Сергій Наумов (RUS) |
| 6 серпня 2015 17:00 | протокол | Харай 4                                  | Голів  | Азеведо, Бонанні 3 | Казань Attendance: 645 Арбітр: Массіміліано Капуті (ITA), Сергій Наумов (RUS) |

Матч за 7-ме місце
| 8 серпня 2015 14:00 | протокол | Австралія                                | 6 – 10 | США       | Казань Attendance: 1,677 Арбітр: Ненад Перис (CRO), Францешк Бух (ESP) |
| 8 серпня 2015 14:00 | протокол | Рахунок за періодами: 3–2, 0–2, 1–4, 2–2 |        |           | Казань Attendance: 1,677 Арбітр: Ненад Перис (CRO), Францешк Бух (ESP) |
| 8 серпня 2015 14:00 | протокол | Янгер 2                                  | Голів  | Азеведо 4 | Казань Attendance: 1,677 Арбітр: Ненад Перис (CRO), Францешк Бух (ESP) |

### Жіночий турнір
Склад команди
- Саманта Гілл
- Медді Масселмен
- Мелісса Сейдеманн
- Рейчел Феттел
- Еліс Вільямс
- Меггі Стеффенс
- Кортні Метьюсон
- Кейлі Гілкріст
- Ешлі Гроссман
- Кейлі Гілкріст
- Макензі Фішер
- Кемерін Крейґ
- Ешлі Джонсон

Груповий етап
| Поз | Команда  | І | В | Н | П | ГЗ | ГП | РГ  | О | Кваліфікація         |
| --- | -------- | - | - | - | - | -- | -- | --- | - | -------------------- |
| 1   | Італія   | 3 | 3 | 0 | 0 | 40 | 18 | +22 | 6 | Вийшли у чвертьфінал |
| 2   | США      | 3 | 2 | 0 | 1 | 39 | 14 | +25 | 4 | Вийшли в плей-оф     |
| 3   | Бразилія | 3 | 1 | 0 | 2 | 19 | 36 | −17 | 2 | Вийшли в плей-оф     |
| 4   | Японія   | 3 | 0 | 0 | 3 | 13 | 43 | −30 | 0 |                      |

| 26 липня 2015 17:30 | протокол | Бразилія                                 | 2 – 13 | США        | Казань Attendance: 1,880 Арбітр: Діон Вілліс (RSA), Віктор Сальніченко (KAZ) |
| 26 липня 2015 17:30 | протокол | Рахунок за періодами: 0–6, 0–3, 1–2, 1–2 |        |            | Казань Attendance: 1,880 Арбітр: Діон Вілліс (RSA), Віктор Сальніченко (KAZ) |
| 26 липня 2015 17:30 | протокол | Шяппіні, Олівейра 1                      | Голів  | Стеффенс 3 | Казань Attendance: 1,880 Арбітр: Діон Вілліс (RSA), Віктор Сальніченко (KAZ) |

| 28 липня 2015 12:10 | протокол | Італія                                   | 10 – 9 | США      | Казань Attendance: 529 Арбітр: Георгіос Ставрідіс (GRE), Корі Вільямс (NZL) |
| 28 липня 2015 12:10 | протокол | Рахунок за періодами: 4–2, 2–1, 2–4, 2–2 |        |          | Казань Attendance: 529 Арбітр: Георгіос Ставрідіс (GRE), Корі Вільямс (NZL) |
| 28 липня 2015 12:10 | протокол | Б'янконі 4                               | Голів  | Феттел 5 | Казань Attendance: 529 Арбітр: Георгіос Ставрідіс (GRE), Корі Вільямс (NZL) |

| 30 липня 2015 10:50 | протокол | Японія                                   | 2 – 17 | США        | Казань Attendance: 729 Арбітр: Діон Вілліс (RSA), Воджин Путнікович (SRB) |
| 30 липня 2015 10:50 | протокол | Рахунок за періодами: 0–4, 0–4, 1–6, 1–3 |        |            | Казань Attendance: 729 Арбітр: Діон Вілліс (RSA), Воджин Путнікович (SRB) |
| 30 липня 2015 10:50 | протокол | Накано 2                                 | Голів  | Стеффенс 4 | Казань Attendance: 729 Арбітр: Діон Вілліс (RSA), Воджин Путнікович (SRB) |

Плей-оф
| 1 серпня 2015 18:50 | протокол | США                                      | 12 – 7 | Угорщина    | Казань Attendance: 780 Арбітр: Урсула Венгенрот (SUI), Деніел Флейхайв (AUS) |
| 1 серпня 2015 18:50 | протокол | Рахунок за періодами: 3–1, 4–1, 4–1, 1–4 |        |             | Казань Attendance: 780 Арбітр: Урсула Венгенрот (SUI), Деніел Флейхайв (AUS) |
| 1 серпня 2015 18:50 | протокол | Феттел 4                                 | Голів  | Кетсхельї 3 | Казань Attendance: 780 Арбітр: Урсула Венгенрот (SUI), Деніел Флейхайв (AUS) |

Чвертьфінали
| 3 серпня 2015 17:30 | протокол | Іспанія                                  | 5 – 8 | США                | Казань Attendance: 1,460 Арбітр: Массіліміано Капуті (ITA), Георгіос Ставрідіс (GRE) |
| 3 серпня 2015 17:30 | протокол | Рахунок за періодами: 0–2, 2–3, 2–1, 1–2 |       |                    | Казань Attendance: 1,460 Арбітр: Массіліміано Капуті (ITA), Георгіос Ставрідіс (GRE) |
| 3 серпня 2015 17:30 | протокол | Еспар 2                                  | Голів | Феттел, Гілкріст 2 | Казань Attendance: 1,460 Арбітр: Массіліміано Капуті (ITA), Георгіос Ставрідіс (GRE) |

Півфінали
| 5 серпня 2015 20:30 | протокол | США                                      | 8 – 6 | Австралія           | Казань Attendance: 1,007 Арбітр: Борис Маргета (SLO), Георгіос Ставрідіс (GRE) |
| 5 серпня 2015 20:30 | протокол | Рахунок за періодами: 2–2, 3–3, 1–0, 2–1 |       |                     | Казань Attendance: 1,007 Арбітр: Борис Маргета (SLO), Георгіос Ставрідіс (GRE) |
| 5 серпня 2015 20:30 | протокол | Феттел, Стеффенс 2                       | Голів | шість гравчинь по 1 | Казань Attendance: 1,007 Арбітр: Борис Маргета (SLO), Георгіос Ставрідіс (GRE) |

Фінал
| 7 серпня 2015 22:00 | протокол | США                                      | 5 – 4 | Нідерланди | Казань Attendance: 2,305 Арбітр: Сергій Наумов (RUS), Массіліміано Капуті (ITA) |
| 7 серпня 2015 22:00 | протокол | Рахунок за періодами: 0–1, 2–1, 3–1, 0–1 |       |            | Казань Attendance: 2,305 Арбітр: Сергій Наумов (RUS), Массіліміано Капуті (ITA) |
| 7 серпня 2015 22:00 | протокол | Феттел 2                                 | Голів | Мегенс 2   | Казань Attendance: 2,305 Арбітр: Сергій Наумов (RUS), Массіліміано Капуті (ITA) |